# 姚林
姚林（1965年10月—），男，汉族，江苏南通人，中华人民共和国政治人物，现任中国共产党第二十届中央委员会候补委员，中国矿产资源集团有限公司党组书记、董事长。